# Scyllarus americanus
Scyllarus americanus är en kräftdjursart som först beskrevs av Sidney Irving Smith 1869.  Scyllarus americanus ingår i släktet Scyllarus och familjen Scyllaridae. IUCN kategoriserar arten globalt som livskraftig. Inga underarter finns listade i Catalogue of Life.